# The Composer of Desafinado Plays
Albums de Antônio Carlos Jobim
The Wonderful World of Antônio Carlos Jobim (1964)
The Composer of Desafinado, Plays est le premier album solo du musicien brésilien Antônio Carlos Jobim. Sorti en 1963 aux États-Unis, le disque contient les versions instrumentales de douze classiques de la bossa nova composés par Jobim. Les arrangements sont du chef d'orchestre allemand Claus Ogerman.  Ce travail marquera le début d'une longue collaboration musicale entre Ogerman et Jobim .
Des douze titres que comprend l'album, la plupart sont devenus des standards de jazz, en particulier The Girl from Ipanema, une des chansons les plus enregistrées de l'histoire avec Yesterday des Beatles. L'enregistrement la même année de The Girl from Ipanema par João Gilberto, Astrud Gilberto, Stan Getz et Antônio Carlos Jobim pour l'album Getz/Gilberto est devenu un hit mondial en 1964.

## Contexte
En réponse au succès de l'album Jazz Samba en 1962, qui marqua le début de la vague de bossa nova aux États-Unis, Creed Taylor, en charge de Verve Records, décida d'enregistrer d'autres disques consacrés à la nouvelle musique brésilienne. Il invita Antônio Carlos Jobim, l'un des principaux créateurs de la bossa nova au Brésil, à enregistrer à New York son premier album solo.

Sur le disque, Jobim, pianiste de formation, joue à la fois du piano et de la guitare. Les producteurs s'étaient tout d'abord opposés à ce que l'artiste utilise le piano pour cet album. Ils voulaient projeter l'image du latin lover avec sa guitare, ce que reflète la pochette de l'album. Jobim, dans une interview radiophonique de 1988 sur NPR dans l'émission Fresh Air avec Terry Gross, a rappelé ce conflit avec les producteurs américains: 
 «... Quand je suis arrivé aux États-Unis, ils ne voulaient pas me laisser jouer au piano. Ils ont dit, écoutez Antonio, vous devez être le latin lover. Vous devez jouer de la guitare. Vous savez, avec le piano, vous détruisez cette image. Donc j'ai utilisé la guitare, qui était mon deuxième instrument et que j'avais appris à jouer à l'oreille...». 

## Hommages
L'album a été intronisé au Latin Grammy Hall of Fame en 2001 . En 2007, le magazine Rolling Stone Brasil l'a classé 58ème dans la liste Os 100 Maiores Discos da Música Brasileira (Les 100 plus grands disques de la musique brésilienne). Pete Welding de DownBeat a déclaré: «Si le mouvement de la bossa nova n'avait pas produit autre chose que ce disque, cela aurait déjà suffit à justifier son existence.» .

## Liste des morceaux
1. The Girl from Ipanema (Antônio Carlos Jobim, Vinicius de Moraes, Norman Gimbel) - 2:42
2. Amor em Paz (Once I Loved) (Antônio Carlos Jobim, Vinicius de Moraes) - 3:36
3. Água de Beber (Antônio Carlos Jobim, Vinicius de Moraes, Norman Gimbel) - 2:50
4. Vivo Sonhando (Antônio Carlos Jobim) - 2:35
5. O Morro Não Tem Vez (Favela) (Antônio Carlos Jobim,Vinicius de Moraes) - 3:20
6. Insensatez (Antônio Carlos Jobim, Vinicius de Moraes) - 2:53
7. Corcovado (Antônio Carlos Jobim) - 2:25
8. One Note Samba (Antônio Carlos Jobim, Newton Mendonça, Jon Hendricks) - 2:14
9. Méditation (Antônio Carlos Jobim, Newton Mendonça, Norman Gimbel) - 3:15
10. Só Danço Samba (Antônio Carlos Jobim, Vinicius de Moraes) - 2:21
11. Chega de Saudade (Antônio Carlos Jobim, Vinicius de Moraes) - 4:19
12. Desafinado (Antônio Carlos Jobim, Newton Mendonça) - 2:44

## Musiciens
- Antônio Carlos Jobim - piano, guitare (en re-recording)
- Leo Wright - flûte
- George Duvivier - contrebasse
- Jimmy Cleveland - trombone (pistes: 3, 4, 9, 12)
- Edison Machado - batterie
- Section de cordes (non créditée)
- Claus Ogerman - arrangements, direction d'orchestre